# 葛利斯536b
葛利斯536b（Gliese 536 b，或GJ 536 b），是一顆距離地球33光年的太陽系外行星，是一顆環繞光譜型M1紅矮星格利澤536的超級地球，軌道位於母恆星的適居帶內，軌道週期8.7日。因為該行星的公轉週期相當短，將會是適合進一步研究系外行星上生物活動的理想目標。